# Hansjörg Dongus
Hansjörg Dongus (* 9. Februar 1929 in Öhringen; † 13. September 2015 in Wangen im Allgäu) war ein deutscher Geograph und Geomorphologe.

## Eltern
Hansjörg Dongus war Sohn des Lehrers Robert Walther Dongus aus Leonberg und Dora geb. Bauer aus Öhringen. Sein Vater war 1944 Leiter des Rasse- und Siedlungshauptamtes der SS in Prag.

## Beruflicher Werdegang
Hansjörg Dongus studierte nach einer Ausbildung zum Volksschullehrer und vierjähriger Tätigkeit als Lehrer in Reutlingen von 1953 bis 1957 Geographie, Geologie, Philosophie und Pädagogik an der Eberhard Karls Universität Tübingen, bei Friedrich Huttenlocher, Georg Wagner, Hölder und Eugen Seibold. Er promovierte 1957 und war dann bis zur Habilitation 1964 Assistent am Geographischen Institut in Tübingen. Nach einer Vertretungsprofessur an der Universität Stuttgart war er 1965 bis 1968 Wissenschaftlicher Rat und außerplanmäßiger Professor an der Universität des Saarlandes. Von 1968 bis zu seiner Emeritierung 1994 hatte er einen Lehrstuhl für Physische Geographie an der Philipps-Universität Marburg inne.

## Arbeitsgebiete
Dongus vertrat in seiner aktiven Zeit praktisch das gesamte Gebiet der physischen Geographie in Forschung und Lehre, kam aber in seiner Ausbildung auch mit der Kultur- bzw. Anthropogeographie in Berührung. Sein inhaltlicher Schwerpunkt war die Geomorphologie insbesondere des süddeutschen Schichtstufenlandes und der Alpen. In der Lehre und seinen Publikationen legte er besonderen Wert auf eine anschauliche, durch Karten unterstützte Darstellung. Unter anderem war er mit fünf Kartenblättern an der Geographischen Landesaufnahme 1 : 200 000 (naturräumliche Gliederung Deutschlands) beteiligt.
Mit seiner Überzeugung, dass das Relief nicht allein klimatisch bestimmt, sondern auch tektonisch und strukturell determiniert sei, kam er in Gegensatz zu Julius Büdel in einem über Jahrzehnte geführten Grundsatzstreit in der deutschen Geomorphologie.

## Schriften
- Alte Landoberflächen der Ostalb. Forsch. z. deutschen Landeskunde, Band 134, Bad Godesberg 1962 (Dissertation)
- Die Agrarlandschaft der östlichen Po-Ebene. Tübinger Geographische Studien, Sonderband 2, Tübingen 1966 (Habilitationsschrift)
- Die Oberflächenformen der Schwäbischen Alb und ihres Vorlandes. Marburger Geogr. Schr., Heft 72, Marburg 1977
- Die geomorphologischen Grundstrukturen der Erde. B. G. Teubner, Stuttgart 1980, ISBN 3-519-03418-2
- Die Oberflächenformen Südwestdeutschlands – Geomorphologische Erläuterungen zu topographischen und geologischen Übersichtskarten. Borntraeger, Berlin, Stuttgart 2000, ISBN 3-443-01042-3
- Das Relief der Alpen. Ein Textbuch für Studierende zur Erläuterung topographischer Übersichtskarten. Marburger Geogr. Ges., Marburg 2003, ISBN 3-88353-068-9
- Geographische Landesaufnahme: Die Naturräume Deutschlands im Maßstab 1:200.000:
  - Geographische Landesaufnahme: Die naturräumlichen Einheiten auf Blatt 171 Göppingen. Bundesanstalt für Landeskunde, Bad Godesberg 1961. → Online-Karte (PDF; 4,3 MB)
  - Geographische Landesaufnahme: Die naturräumlichen Einheiten auf Blatt 170 Stuttgart. Bundesanstalt für Landeskunde, Bad Godesberg 1949 (Friedrich Huttenlocher), überarbeitet und ergänzt (Dongus) 1967. → Online-Karte (PDF; 4,0 MB)
  - Geographische Landesaufnahme: Die naturräumlichen Einheiten auf Blatt 187/193 Lindau/Oberstdorf. Bundesanstalt für Landeskunde, Bad Godesberg 1991. → Online-Karte (PDF; 6,1 MB)
  - Geographische Landesaufnahme: Die naturräumlichen Einheiten auf Blatt 188/194 Kaufbeuren/Mittenwald. Bundesanstalt für Landeskunde, Bad Godesberg 1993. → Online-Karte (PDF; 6,4 MB)
  - Geographische Landesaufnahme: Die naturräumlichen Einheiten auf Blatt 189/195 Tegernsee. Bundesanstalt für Landeskunde, Bad Godesberg 1994. → Online-Karte (PDF; 5,2 MB)